# 沙兰 (涅夫勒省)
沙兰（法語：Charrin，法語發音：[ʃaʁɛ̃]）是法国涅夫勒省的一个市镇，位于该省南部偏东，属于希农堡（城）区。

## 地理
沙兰（46°47'19"N, 3°35'54"E）面积26.3 平方千米，位于法国勃艮第-弗朗什-孔泰大區涅夫勒省，该省份为法国中部省份，北至约讷省，西北接卢瓦雷省，西接谢尔省，南至阿列省，东南接索恩-卢瓦尔省，东临科多尔省。
与沙兰接壤的市镇（或旧市镇、城区）包括：韦尔讷伊、尚韦尔、科赛、德韦、卢瓦尔河畔拉姆奈、圣伊莱尔方丹。

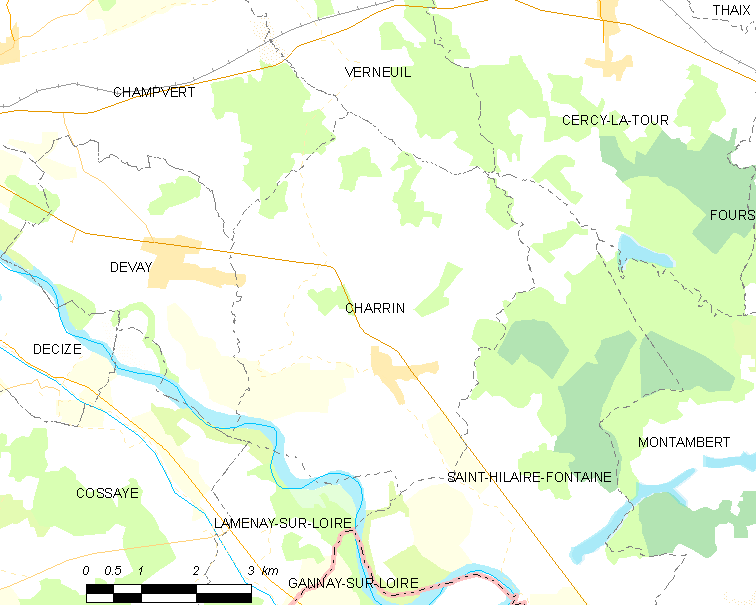
的OSM定位图

沙兰的时区为UTC+01:00、UTC+02:00（夏令时）。

## 行政
沙兰的邮政编码为58300，INSEE市镇编码为58060。

## 政治
沙兰所属的省级选区为吕济县。

## 人口

1962-2008年间人口变化图示

沙兰于2022年1月1日时的人口数量为606人。